# Antônio José Pereira Júnior
Antonio José Pereira Junior, ou simplesmente Pereira Junior, (Alcântara, 24 de março de 1869 – Rio de Janeiro, 5 de agosto de 1946) é um juiz, desembargador e político brasileiro que representou o Maranhão no Congresso Nacional.

## Dados biográficos
Formado em Direito pela Faculdade de Direito do Recife, um dos embriões da Universidade Federal de Pernambuco, em 1890 e ao retornar para o Maranhão foi juiz de direito em São Luís e Pinheiro antes de se tornar desembargador do Tribunal de Justiça do Maranhão.
Sua carreira política começou em 1926 ao ser eleito deputado federal no último ano daquela legislatura e figurou como suplente em 1933, não experimentando convocação. Com o fim do Estado Novo retornou à política sendo eleito senador pelo PSD em 1945 com o fito de elaborar a Constituição de 1946, mas faleceu antes de promulgada a nova Carta Magna. Semanas antes morrera o senador Esmaragdo de Freitas, representante do Piauí.
A morte de Pereira Júnior ocasionou uma nova eleição para preencher a cadeira em aberto segundo a nova Constituição e para ocupá-la foi eleito Vitorino Freire.